# Rosslavallen
Rosslavallen är ett naturreservat i Nordanstigs kommun i Hälsingland.

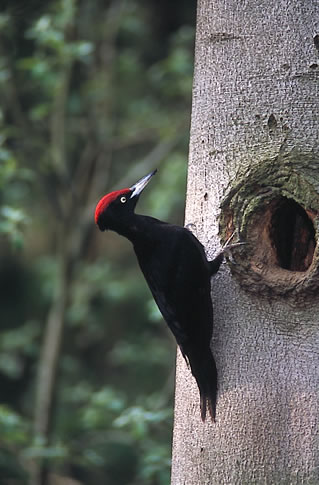
Spillkråka

Området ligger 6 km söder om Harmånger och består mest av vårmark och barrskog. Det är 9 hektar stort och skyddat sedan 1999.
Där växer gamla stora tallar som är ända upp till 200 och 300 år gamla. Marken är stenig och blockrik och rik på mossor och lavar. I mitten av reservatet finns en mindre våtmark med klibbal. Spillkråka är karaktärsfågel i området.